# Дяченко, Сергей Степанович
Сергей Степанович Дяченко (6 октября 1898 года, поселок Новая Басань, Киевская губерния, Российская империя; ныне Бобровицкий район, Черниговская область — 21 января 1992 года, г. Киев) — украинский советский микробиолог, вирусолог, инфекционист, историк микробиологии, доктор медицинских наук (1941), профессор (1945), Заслуженный деятель науки УССР (1967).

## Биография
Родился 6 октября 1898 года в поселке Новая Басань Киевской губернии.
В 1919 году окончил Черниговскую земскую фельдшерскую школу (ныне Черниговский базовый медицинский колледж), потом три года работал санитарным инспектором и противоэпидемическим фельдшером. В 1922—1927 годах учился в Киевском медицинском институте (ныне Национальный медицинский университет имени А. А. Богомольца). По окончании института работал в г. Нежине ординатором городской инфекционной больницы и одновременно санитарным врачом. Преподавал в Нежинском институте народного образования. В конце 1929 года поступил в интернатуру по микробиологии при Киевском санитарно-бактериологическом институте, по окончании которой приглашен на научную работу. В институте он проработал до 1963 года, начав с должности младшего научного сотрудника, последовательно был старшим научным сотрудником, заведующим антигенной лаборатории, микробиологического отдела и научным консультантом института, а в 1943—1951 годах — заместителем директора по научной работе.
С 1935 года работал на кафедре микробиологии Киевского медицинского института: ассистентом, затем доцентом кафедры. В 1936 году ему была присуждена ученая степень кандидата медицинских наук по совокупности работ. В 1941 году защитил докторскую диссертацию. Его научным консультантом был заведующий кафедрой, член-корреспондент Украинской академии наук, профессор Марк Петрович Нещадименко.
С 1938 года отбывал заключение по обвинению во вредительстве, которое было инспирировано в НКВД. Перед войной, за неимением доказательств, был выпущен на свободу.
В декабре 1943 года избран заведующим кафедрой микробиологии санитарно-гигиенического и педиатрического факультетов Киевского медицинского института. С 1936 года в этом институте было две кафедры микробиологии, еще одна была в составе лечебного факультета. С 14 ноября 1944 кафедры были объединены в одну под руководством Сергея Степановича Дяченко. Этой кафедрой он заведовал кафедрой до 1973 года и до конца жизни был её научным консультантом.
Скончался 21 января 1992 года в Киеве, похоронен на Байковом кладбище.

## Научные достижения
Научные работы С. С. Дяченко были посвящены изучению антигенной структуры патогенных микроорганизмов кишечной группы, в частности, антигена вирулентности возбудителя брюшного тифа; исследованию этиологии некоторых инфекционных заболеваний; разработке методов микробиологической и вирусологической диагностики, обобщению опыта их использования; изучению некоторых механизмов иммунитета; пониманию философских вопросов микробиологии и вирусологии; исследованию малоизвестных страниц истории микробиологии и вирусологии в Украине.
Всего им было написано около 223 научных работ, из них широко известны: «Микробиологические методы диагностики инфекционных болезней» и «Патогенные вирусы человека», 12 монографий, в том числе «цереброспинальной менингит» и 8 научно-популярных книг.
С. С. Дяченко был научным руководителем 55 кандидатов наук и 4 докторов наук. Учеником Сергея Степановича был академик НАН и НАМН Украины, профессор Владимир Павлович Широбоков, который с 1979 года возглавил кафедру, которой ранее руководил его учитель.
С. С. Дяченко награжден правительственными наградами. Много лет был членом Правления Республиканского общества «Знание» и медицинской секции Общества «Украина», членом Президиума Украинского общества микробиологов, эпидемиологов и инфекционистов, членом Ученого медицинского совета Минздрава Украины, редколлегии «Микробиологического журнала».
В Киеве, на фасаде санитарно-гигиенического корпуса Национального медицинского университета имени А. А. Богомольца по адресу Брест-Литовском проспект, д. 34 установлена мемориальная доска с надписью: «С 1967 по 1992 год здесь работал выдающийся ученый, профессор Сергей Степанович Дяченко».

## Семья
- Дяченко, Наталья Сергеевна (1936—2003) — доктор биологических наук, профессор, член-корреспондент НАН Украины.
- Дяченко, Сергей Сергеевич (род. 14 апреля 1945 года) — психиатр, генетик, сценарист и писатель-фантаст, пишущий фантастические произведения в тандеме со своей женой Мариной.

## Труды
- Цереброспинальный менингит. 1935;
- Мікроорганізми і їх роль в житті людини. 1950;
- Діагностичні мікробіологічні дослідження при інфекційних захворюваннях. 1957;
- Патогенные вирусы человека. 1974; 1980;
- Классификация вирусных инфекций человека // Эпидемиология вирус. инфекций. 1977 (співавт.); Микробиологические методы диагностики инфекционных заболеваний. 1982. Київ.